# Liolaemus antumalguen
Liolaemus antumalguen — вид ігуаноподібних ящірок родини Liolaemidae. Ендемік Аргентини. Описаний у 2010 році.

## Поширення й екологія
Liolaemus antumalguen відомі з типової місцевості, що лежить на східних схилах вулкана Домуйо в горах Кордильєра-дель-В'єнто. Вони живуть на високогірних луках, серед скельних виступів, на висоті від 2900 до 3600 м над рівнем моря. Живляться комахами, є живородними.